# قائمة ولاة مصر في العهد الروماني
الامبراطورية الرومانية روما 30 ق.م - 323 م، دخل «أوكتافيوس» وجيوشه المنتصرة إلى الإسكندرية سنة 30 ق. م، وإنتحر " ماركوس أنطونيوس "ثم كليوباترا وأصبحت مصر رسمياً تحت الحكم الروماني. وأعلن الأمبراطور أغسطس ضم مصر إلى الإمبراطورية الرومانية. وكانت مصر تتمتع بموقع جغرافي هام وبثروة طائلة خاصة بالنسبة لروما التي كانت تعيش على قمح مصر منذ وقت طويل، لذلك رأى الإمبراطور أغسطس أن يضع لمصر نظاماً خاصاً متميزاً عن الولايات الأخرى، فكانت تتبع الأمبراطور مباشرة وليس للسناتو، كما أن حاكمها كان ذو مرتبة أرفع من باقي حكام الولايات.
وظل الأباطرة الرومان يحرصون على القواعد التي وضعها أغسطس، ولكن ثورات أهل مصر المتتالية في القرون الثلاثة الأولى للحكم الرومانى كانت تعبر عن عدم رضاء الشعب بحكامه الجدد، وأحتجاجاً منهم على نظام الضرائب المرتفعة ولم يكن لهذه الثورات أثر فعال اللهم إلا أنه عمّت الفوضى في أنحاء مصر في النصف الثانى من القرن الثالث.
وفى سنة 284 ميلادية أعتلى عرش الأمبراطورية «دقلديانوس» فحاول إدخال بعض الأصلاحات بإدماج ولايات وتقسيم ولايات أخرى.. وقسمت مصر التي كانت حتى ذلك الوقت ولاية واحده إلى ثلاثة أقسام يحكم كل قسم حاكم مدنى أما السلطة العسكرية فقد وضعت في يد قائد يسمى دوق مصر.
وكان عصر «دقلديانوس» نقطة تحول في التاريخ القديم من عصر الامبراطورية الرومانية إلى العصرالبيزنطى.
وفى هذه الحقبة تعاقب على الأمبراطورية الرومانية 27 أمبراطور تولى حكم مصر من خلالهم 86 وليا ًرومانياً وهم:

## ولاة عهد الزعامة
| # | الوالي (ميلاد – وفاة)            | صورة | العهد (بداية – نهاية) | ملاحظات |
| - | -------------------------------- | ---- | --------------------- | ------- |
| 1 | كورنيلوس غالوس (70 ق م – 26 ق م) |      | 30 ق م – 26 ق م       |         |
| 2 | أيليوس غالوس                     |      | 26 ق م – 24 ق م       |         |
| 3 | غايوس بترونيوس                   |      | 24 ق م – 22 ق م       |         |

## الأمبراطور أغسطس
- كورنيلوس جالوس 30 ق. م
- ايليوس جالوس 27 ق. م
- بترونيوس 25 ق. م
- بترونيوس مرة ثناية 24 ق. م
- روبريوس بارياروس 13 ق. م
- توانيوس 7 ق. م
- أوكتا فيوس 1 ق. م
- ماكسيموس
- أكيلا

## الأمبراطور تيبريوس
- فيتراسيوس بوليو 16 / 17
- جاليريوس 21
- فيتر اسيوس بوليومرة ثانية 31
- أفيليوس فلاكوس 32 /37
- أميليوس ركتوس
- سيوس سترابو

## الأمبراطور كاليجولأ
- نافويوس سرتوريوس ما ماكرو (عين ولم يتول)
- فتراسيوس بوليو 39

## الإمبراطور كلوديوس
- اميليوس ركتوس 41
- يوليوس بوستوموس 47
- فرجيليوس كابيتو 48
- لوسيوس 54
- متيوس مود ستوس

## الإمبراطور نيرون
- كلوديوس بالبيلوس 56
- يوليوس فستينوس 59
- كايسينا توسكوس 67
- تيبريوس يوليوس اسكندر 68
* عقب مقتل الإمبراطور نيرون سنة 68 تعاقب على عرش روما أربعة أباطرة في عام واحد: جالبا - أتونو - فيتلسيوس ثم فسبسيان وتولى مصر في عهده تيبريوس يوليوس لوبوس.

## الإمبراطور دوميتيان 81
- بولينوس
- ستيتيوس افريكانوس 82
- سبتيموس فيجيتوس 86
- متيوس روفوس 90
- بترونيوس سيكوندوس 95

## الإمبراطور تراجان 98 ـ 117
- بومبيوس بلانتا 98
- فيبيوس ماكسيموس 103
- مينيشيوس ايتالوس 105
- سولبيسيوس سيمايوس 108
- روتيليوس لويوس 115

## الإمبراطور هادريان 117 ـ 138
- ماركوس توربو 117
- رهميوس مارتياليس 118
- هاتيروس نيبوس 121
- فلافيوس تيتانوس 126
- بترونيوس مامر تينوس 134
- فاليريوس ايدامون

## الإمبراطور انطونيوس (138 - 161)
- أفيديوس هيليود وروس 139
- بترونيوس هو نوراتوس 148
- موناسيوس فليكنس 150
- سميرونيوس ليبراليس 154
- فولو سيوس ماسيانوس 159
- فاليريوس بروكولوس

## الإمبراطور ماركوس اوريليوس (161 - 180)
- أنيوس سيرياكوس 162
- دوميتيوس هونوراتوس 165
- فلافيوس تيتيانوس 166
- باسوس روفوس 167
- كالفيسيوس ستانيانوس 175
- باكتيميوس ماجنوس 177

## الإمبراطور كومودوس (176 - 192)
- فلافيوس كريسبوس 181
- مانيوس فلافيانوس 181
- فيتوريوس ماكرينوس 183
- أوريليوس بابيريوس ديونيسيوس 187
- تينيوس ديمتريوس 190
-كلوديوس لوثيليانوس 190
-لارثيوس ميمور 192
-بولياس فلافيوس
-أبيوس سابينوس

## الإمبراطور برتيناكس 193 (عدة شهور) ثم الإمبراطور سبتميوس سيفيروس (193 - 211)
- ماتينيوس سابينوس 193
- أولبيوس بريميانوس 194
- ايميليوس ساتورنينوس 197
- ماكيوس لاتوس 201
- سوباتيانوس أكيلا 201
- مانيوس فليكس كريثنتيليا نوس

## الإمبراطور كاراكلا (211 - 217)
- بابيبيوس أوريليوس جونثينوس
- سبتيميوس هراكليوس 215
- فاليوس داتوس 216
- أويليوس أنتينوس

## الإمبراطور مارقينوس (217 - 222)
- بازيليانوس 217
- جيمينيوس كريستوس 219
- مافيوس هونورياتوس 222

## الإمبراطور سيفيروس اسكندر (222 - 235)
- ايدينافوس يوليانوس
- فاليربوس
- ايباجاتوس
- ماسكولا نوس

## الإمبراطور ماكسمين (235 - 238)
- ميفيوس هونوراتيانوس

## الإمبراطور جورديان الثالث (238-244)
- أنيانوس

## الإمبراطور فيليب الأول (244 - 249)
- أورليوس باسيلوس
- كلوديوس فاليريوس فيرموس

## الإمبراطور ديفيوس (249 - 251)
- أبيوس سابينوس 250

## الإمبراطور جاليانوس (251 - 253)
- ايميليا نوس وظل يحكم مصر في أربعة من الأباطرة.
- أوريليوس تيدوتوس

## الإمبراطور أوريليان (270 - 275)
- فيرموس
- جنياليس

## الإمبراطور كاروس (282 - 284)
- بومبونيوس جانواريوس

## الإمبراطور دقلديانوس (284 - 305)
- ماركسوس أوريليوس 284
- ديوجينيس 286
- فلافيوس فاليريوس بومبايانوس 287
- بمبيانوس 289
- ايميليوس روستيكيانوس 298
- كلوديوس كولكيانوس 33

## الإمبراطور جاليريوس (305 - 311)
- أمونيوس 312
الإمبراطور مكسيميان (305 – 313)

## الإمبراطور ليكينيوس (313 - 323)
- أنطونيوس جريجوريوس 314
- أوريليوس أنطونيوس 316
- كونتيوس أيبر 322
- سانبيانوس 323